# Passiflora rovirosae
Passiflora rovirosae Killip – gatunek rośliny z rodziny męczennicowatych (Passifloraceae Juss. ex Kunth in Humb.). Występuje endemicznie w Meksyku, Gwatemali oraz Belize.

## Morfologia
PokrójZdrewniałe, trwałe, owłosione liany.
LiściePotrójnie klapowane, rozwarte u podstawy, skórzaste. Mają 7,5–12 cm długości oraz 5–9,5 cm szerokości. Całobrzegie, ze ściętym wierzchołkiem. Ogonek liściowy jest owłosiony i ma długość 15–25 mm. Przylistki są w kształcie sierpu o długości 4–9 mm.
KwiatyPojedyncze lub zebrane w pary. Działki kielicha są lancetowate, zielonożółtawe, mają 2–2,8 cm długości. Płatki są lancetowate, białawe, mają 1,8–2,6 cm długości. Przykoronek ułożony jest w dwóch rzędach, biało-żółtawy, ma 13–16 mm długości.
OwoceSą wrzecionowatego kształtu. Mają 6–10,5 cm długości i 1,5–2,5 cm średnicy.